# Agbado
Agbado är ett vattendrag i Benin. Det ligger i den södra delen av landet, 130 kilometer norr om huvudstaden Porto-Novo.
Omgivningarna runt Agbado är huvudsakligen savann. Runt Agbado är det ganska tätbefolkat, med 56 invånare per kvadratkilometer.